# Stachanorema
Genre
Stachanorema est un genre de collemboles de la famille des Isotomidae.

## Liste des espèces
Selon Checklist of the Collembola of the World (version du 1er septembre 2019) :
- Stachanorema arnaudi Wray, 1957
- Stachanorema contra Christiansen & Bellinger, 1980
- Stachanorema tolerans Babenko, 1994

## Étymologie
Ce genre est nommé en l'honneur de Jan Waclaw Stach.

## Publication originale
- Wray, 1957 : Some new North American Collembola. Acta Zoologica Cracoviensia, vol. 2, p. 107-117 (texte intégral).